# Frutiger
Frutiger – seria czcionek bezszeryfowych stworzonych przez szwajcarskiego typografa i grafika Adriana Frutigera w latach 1968–1975 pierwotnie na potrzeby portu lotniczego w Paryżu. Tworząc ten krój, artysta starał się wykorzystać swoje wcześniejsze doświadczenia z krojem Univers, który musiał zostać uproszczony, aby zwiększyć czytelność kroju. W 1976 roku na zamówienie odlewni Stempel Adrian Frutiger dodał do swego kroju nowe odmiany. Wskutek przejęcia odlewni przez Linotype-Hell AG, a następnie przez koncern Heidelberg, Frutiger jest krojem zastrzeżonym przez Linotype. Jest sprzedawany także przez firmę Adobe oraz Bitstream (jako Humanist 777).
Między innymi czcionka ta jest używana w System Informacji Miejskiej we Wrocławiu na tabliczkach z nazwami ulic i drogowskazach. Także w najnowszej serii norweskich banknotów czcionka Frutiger została zatwierdzona przez Norges Bank (Bank Centralny Królestwa Norwegii) jako główna czcionka występująca na nich.